# Muschau (Loit)
Muschau (dänisch Musskov), auch Loit-Muschau, ist ein Ortsteil der Gemeinde Loit in der Landschaft Angeln in Schleswig-Holstein. Der Name bedeutet etwa Mäusewald zu dänisch mus (≈Maus) und skov (≈Wald, eingedeutscht zu -schau). Der Ortsname Loit bezieht sich entweder auf altdänisch løgh für Waschwasser oder ist eine Mehrzahlform von altdänisch *lyktæ für eine Umschreibung einer Einhegung. Möglich ist auch eine Deutung nach altnordisch laukr für Lauch.

## Geographie
Muschau liegt etwa 500 Meter nördlich von Loit im Nordwesten der Gemeinde Loit. Westlich von Muschau fließt die Loiter Au und östlich befindet sich die B201.

## Geschichte
Im 19. Jahrhundert befanden sich in Muschau nur einige Katen. Im 20. Jahrhundert entwickelte sich Muschau in der Gemeinde Loit durch zahlreiche Neubauten zum zweiten Ortskern. In den letzten Jahren nahm die Anzahl der neugebauten Häuser nochmals erheblich zu.

## Sonstiges
Heute befindet sich das Loiter Dorfgemeinschaftshaus Nies Spuk in Muschau. Außerdem findet jährlich die Loiter Oldtimer- und Landmaschinenschau dort statt.